# Мале Шмаково
Мале Шма́ково (рос. Малое Шмаково) — присілок у складі Варгашинського району Курганської області, Росія. Входить до складу Верхньосуєрської сільської ради.
Населення — 39 осіб (2010, 48 у 2002).